# L'Impératrice

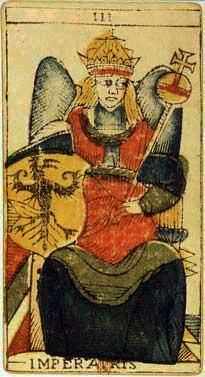
Le numéro 3, Impératrice, du jeu de Jean Dodal (début XVIII).

Pour les articles homonymes, voir Impératrice (homonymie).
 (mai 2021).
Si vous disposez d'ouvrages ou d'articles de référence ou si vous connaissez des sites web de qualité traitant du thème abordé ici, merci de compléter l'article en donnant les références utiles à sa vérifiabilité et en les liant à la section « Notes et références ».
Vous pouvez aider à l'améliorer ou bien discuter des problèmes sur sa page de discussion.
- Le fond est à vérifier. Si vous venez d’apposer le bandeau, merci d’indiquer ici les points à vérifier. (Marqué depuis août 2017)

Vous pouvez aider à l'améliorer ou bien discuter des problèmes sur sa page de discussion.
L'Impératrice est la troisième carte du tarot de Marseille.

## Description et symbolisme
Une femme, jeune, couronnée et assise sur un trône.
La jupe rouge sous la robe bleue indique, comme chez la papesse, que l'action est canalisée par le but spirituel.
Dans sa main droite, du côté de l'acquis mental, elle détient l'aigle, la conscience des plans supérieurs qui lui transmet sa puissance.
Les ailes déployées de l'aigle montrent qu'elle a accès aux mondes invisibles.
Sur son cœur, un collier jaune a une forme de coupe : générosité, écoute, communication. Ce collier est relié à une ceinture jaune aussi, et très haute : son centre de gravité est élevé, elle n'est pas emprisonnée par le monde manifesté, comme le suggéraient déjà les ailes de l'aigle tournées vers le ciel.
Cette lame est la troisième du jeu, elle récapitule à la fois le bateleur et la papesse. Le chiffre 3 est un symbole extrêmement puissant et créateur, l'impératrice est comparable à la reine du jeu d'échecs face au roi. C'est la déesse en tant que puissance d'engendrement. C'est l'accès à la maîtrise de l'idée et du savoir, qui autorise l'engendrement avec certitude et sagesse. L'impératrice est une des cartes les plus équilibrées du tarot et ce malgré son chiffre impair donc par nature instable et ouvert. C'est la créativité affirmée, la puissance, le soi qui s'affirme dans le monde avec facilité, légèreté, et sans souci.
Une belle jeune femme, ou jeune homme (les lames signe surtout l'état d'une évolution) sûre d'elle/de lui, tant du pouvoir de sa beauté, de son intelligence, que des capacités de son savoir acquis à agir selon les normes justes de l'action.
/L'Impératrice représente Vénus-Uranie. C'est la colonne de droite de l'arbre cabalistique. Elle est princesse de la beauté vénusienne, impératrice de la gracieuse domination de Jupiter et grande amoureuse uranienne./[Source : Cabale, O.Stéphane.]/